# Concord (Géorgie)
Pour les articles homonymes, voir Concord.
Concord est une ville américaine située dans le comté de Pike, en Géorgie. Selon le recensement de 2020, sa population est de 378 habitants.